# Peugeot Type 104
La Peugeot Type 104 est un modèle d'automobile produit par le constructeur français Peugeot en 1908.